# Heliura amazonicum
Heliura amazonicum là một loài bướm đêm thuộc phân họ Arctiinae, họ Erebidae.